# The X Tour
The X Tour – europejsko-amerykańska trasa koncertowa amerykańskiej wokalistki Christiny Aguilery, przypadająca na okres od lipca do grudnia 2019 roku. Stanowi kontynuację tournée amerykańskiego – The Liberation Tour (2018).
Poprzednio Aguilera koncertowała po Europie trzynaście lat wcześniej, w ramach Back to Basics Tour (2006). The X Tour przeplatała się ponadto z rezydenturą wokalistki The Xperience, organizowaną w Las Vegas na przestrzeni czerwca, września i października 2019. Trasa składała się z osiemnastu występów, podzielonych na dwie serie (letnią i jesienną). Objęła między innymi Wielką Brytanię, Niemcy, Francję, Irlandię oraz Meksyk.

## Informacje o trasie

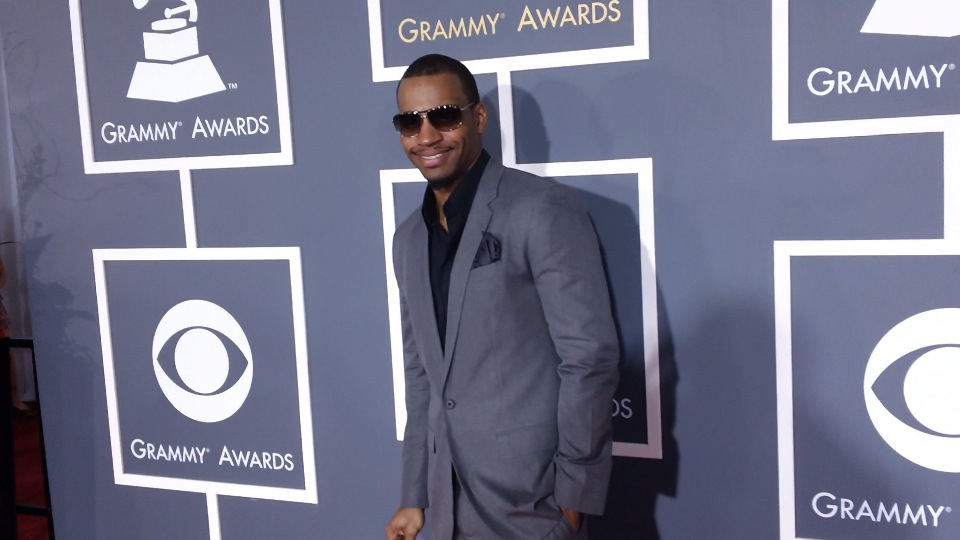
Dyrektor muzyczny trasy, Rob Lewis.

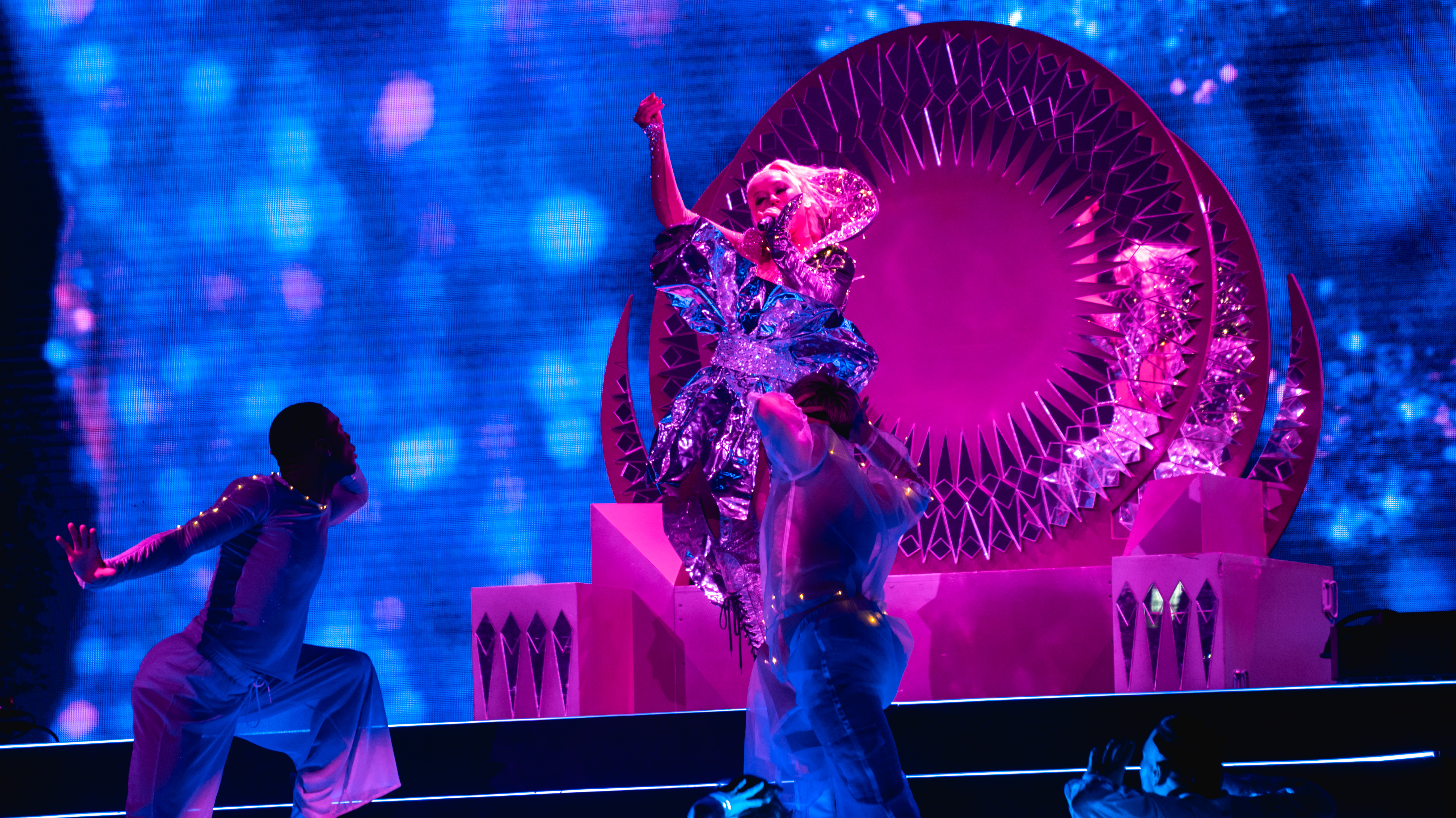
Występ w Londynie, 9 listopada 2019 roku.

The X Tour to pierwsza europejska trasa koncertowa Aguilery od blisko trzynastu lat i czasów Back to Basics Tour (2006). Za cel miała promocję ósmego albumu studyjnego artystki, Liberation (2018). W marcu 2019 roku ogłoszono pierwszy przystanek trasy: był nim Stuttgart. W tym samym czasie na twitterowym profilu Wembley Arena pojawił się komunikat, że z powodu „fenomenalnej sprzedaży biletów” Aguilera wystąpi w Londynie dwukrotnie (9 i 10 listopada). 26 czerwca 2019 zapowiedziano, że nowozelandzki kwarter Drax Project będzie supportował Aguilerę podczas występów w Paryżu, Antwerpii, Amsterdamie i Berlinie. W połowie września poinformowano o przedłużeniu The X Tour: dodatkowe koncerty przypadły na grudzień i objęły Amerykę Łacińską, a dokładnie trzy miasta meksykańskie. Dyrektorem muzycznym i aranżerem tournée był Rob Lewis, który rok wcześniej pracował nad amerykańską trasą Aguilery The Liberation Tour.
Pierwszy koncert odbył się 4 lipca 2019 w paryskiej hali AccorHotels Arena. Wyprzedano niemal wszystkie bilety, a na widowni pojawili się między innymi Tyler Hoechlin, Ian Bohen i Holland Roden. Wszystkie dostępne bilety sprzedano między innymi na koncertach w Berlinie, Dublinie oraz Pori. Na występ Aguilery organizowany w ramach festiwalu Pori Jazz przybyło około 27.000–35.000 osób, a na koncert w Petersburgu sprzedano 12.000 biletów.

## Promocja
Pod koniec czerwca 2019 Aguilera promowała nadchodzącą trasę w rozmowie z dziennikarzem brytyjskiego programu lifestyle’owego Lorraine, a następnie też na antenie SiriusXM, w audycji Andy’ego Cohena Deep & Shallow Interviews.

## Przebieg koncertów

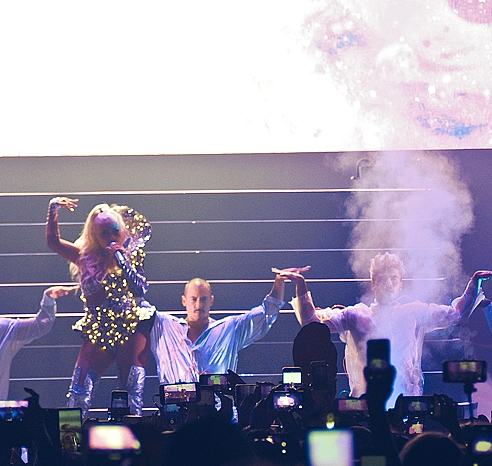
Aguilera podczas występu w Petersburgu, śpiewająca „Genie in a Bottle”.

### Lipiec 2019
Występ Aguilery trwa około dziewięćdziesiąt minut. Jako pierwsze zaśpiewane zostają piosenki o elektronicznym brzmieniu: „Bionic” oraz „Your Body”. Aguilera wyłania się spod sceny, siedząc w zdobionym, okrągłym fotelu o metalicznej budowie. Ma na sobie futurystyczny, srebrny kostium, owinięty łańcuchem mocno świecących lampek. W recenzji dla serwisu Tan’s Topic uznano, że wstęp koncertu charakteryzuje się „kampowym, fantastycznonaukowym vibe’em”. Utwór „Genie in a Bottle” wykonany zostaje w nowej aranżacji, którą dziennikarka Gemma Samways uznała za „fantastycznonaukową wariację znanego przeboju”.
Śpiewając utwór „Dirrty”, Aguilera pojawiła się na scenie w spodniach z odkrytymi pośladkami – w nawiązaniu do kultowego teledysku, który promował ten singel. Kolejne wykonywane piosenki to medley „Vanity” i „Express”. Aguilera przedstawiona zostaje jako kusząca showgirl, a tancerze klepią ją po pośladkach. Występ z przebojem „Lady Marmalade” kończy erupcja złocistego konfetti.
Wykonanie piosenki „Can’t Hold Us Down” (połączonej jako medley z „Boys Wanna Be Her”) poprzedza materiał wideo. Klip przedstawia ujęcia z demonstracji feministycznej, a wtóruje mu utwór „Fall in Line” z albumu Liberation. Później na ekranie wizyjnym pojawia się wideoklip z udziałem tancerek w garniturach. Jego design przypomina pamiętne, emancypacyjne plakaty autorstwa Barbary Kruger. Następuje występ z arena-rockowym nagraniem „Sick of Sittin’”, a następnie śpiewa Aguilera hip-hopową balladę „Maria”, która inspirowana jest muzyką gospel. Według dziennikarki Katie Hawthorne strój artystki ma imitować suknię świętej dziewicy Marii.
Electropopowy utwór „Glam” wykorzystany zostaje jako przerywnik między występami Aguilery. Na scenie zjawiają się vogue’ujący tancerze, a na ekranie wizyjnym emitowany jest klip z udziałem drag queens.
Na scenie Aguilerze towarzyszy ośmiu tancerzy, trzech wokalistów wspierających oraz zastęp instrumentalistów.

### Listopad 2019
Występ w Dublinie 5 listopada 2019 roku przyniósł pewne zmiany w secie koncertowym. Cover „It’s a Man’s Man’s Man’s World” zastąpił balladę „Reflection”, z setlisty wyeliminowano piosenki „What a Girl Wants” i „Come on Over Baby (All I Want Is You)” (choć później je przywrócono). Po wykonaniu utworu „Accelerate” Aguilera zaśpiewała fragmenty „Moves like Jagger”. W Wembley Arena dodatkowo wykonano piosenkę „Makes Me Wanna Pray”, pochodzącą z albumu Back to Basics, a pominięto „Twice”. Występy w Londynie trwały od około sześćdziesięciu pięciu do osiemdziesięciu minut.

### Grudzień 2019
Koncerty w Meksyku rozpoczęły się na początku grudnia 2019. W setliście znów dokonano zmian, a artystka wykonała trzy piosenki z hiszpańskojęzycznego albumu Mi Reflejo: „Pero me acuerdo de ti”, „Contigo en la distancia” i „Falsas esperanzas”. Ponadto, jako medley z utworem „Makes Me Wanna Pray”, zaśpiewała „Like a Prayer” z repertuaru Madonny. Podczas występu w Guadalajarze na scenie gościnnie pojawił się Alejandro Fernández, by wspólnie z Aguilerą wykonać balladę „Hoy tengo ganas de ti”.

## Recenzje
Trasa koncertowa spotkała się z jednoznacznie pozytywnym odbiorem krytyków, a także została ciepło przyjęta przez widzów. W recenzji dla serwisu Dutch Uncles pisano, że głos Aguilery to jeden z cudów świata: „przedział jej wokalu stał się większy, a tembr jeszcze bogatszy niż przed laty”. Początek trasy uznano za sukces oraz demonstrację tego, jak Aguilera rozwija się jako artystka. Recenzent chwalił dobór utworów, które ukazują różne wcielenia piosenkarki, a także przekaz płynący ze sceny: pochwałę jedności, akceptacji oraz empowermentu. „Aguilera daje głos tym, którzy go nie mają”, napisano w omówieniu. Michiel Vos, współpracujący z witryną A Bit of Pop Music, uznał koncert za widowiskowy: „Aguilera, jak na prawdziwą gwiazdę popu przystało, dostarcza nam wrażeń od pierwszych do ostatnich minut – wszystko za sprawą krzykliwej choreografii, licznych zmian kostiumowych i unoszącego się po hali konfetti”. Vos pozytywnie ocenił wystrój sceny przy wykonaniu utworów „Maria” i „Twice” – a także samą interpretację wokalną – ale dodał, że najbardziej pamiętne są występy artystki z największymi przebojami (jak „Dirrty” czy „Beautiful”). Polly Hudson, dziennikarka Daily Mirror, uczestniczyła w koncercie w Amsterdamie i stwierdziła, że Aguilera dała „bezbłędne show”. Przyznała też, że „występ był zabójczy, a Christina śpiewała hit za hitem”. W omówieniu dla dziennika Berliner Morgenpost Nils Neuhaus chwalił „burzliwą” choreografię, a także wykonywane przez wokalistkę ballady: „Beautiful”, która „wprawia widownię w sentymentalny nastrój”, oraz „Twice”, „pozwalającą Aguilerze w pełni wykorzystać potencjał swojego potężnego głosu”. Markus Mertens (Fränkische Nachrichten) opisał koncert jako „symboliczny” i „poetycki”.

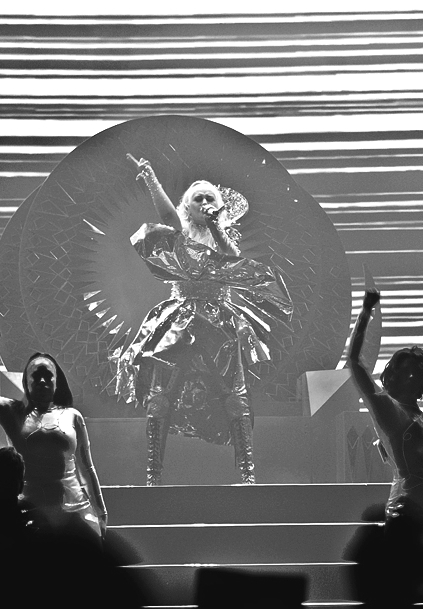
21 lipca 2019 roku: występ Aguilery w petersburskim Pałacu Lodowym.

Zuzanna Janicka (the-rockferry.pl) brała udział w koncercie berlińskim i określiła go jako: „popowe show z tańcami, konfetti, zmianami strojów i świetnymi wizualizacjami, które zapamiętam do końca życia”. Pozytywnie oceniła wokal artystki, a ponadto dodała: „Xtina dała z siebie naprawdę wiele, dzieląc się z nami swoją energią, dobrym słowem i uśmiechem”. W serwisie Styl.pl twierdzono, że Aguilera „postawiła na odważny sceniczny look”. Chwalono jedną z kreacji – podkreślającą biust, zdobioną kryształami sukienkę – ale też „wielką ekspresję” i „wymagające układy taneczne” koncertującej artystki. W czasopiśmie Helsingin Sanomat ukazała się recenzja, której autorem był Anton Vanha-Majamaa. Dziennikarz wydał widowisku przychylną opinię, między innymi ze względu na „intensywny dramatyzm”, feministyczny wydźwięk oraz bogatą choreografię. Aguilerę nazwał „jedną z najważniejszych gwiazd popu”.
Pozytywną recenzję wydał dziennik The Irish Times. Una Mullally wnioskowała, że „Aguilera wręcz eksploduje na scenie, a jej obecna energia jest równie płomienna, jak dziedzictwo przeszłych dokonań”. Z aprobatą przyjęła reinterpretacje piosenek „Genie in a Bottle” i „It’s a Man’s Man’s Man’s World”, a także „zaskakującą dojrzałość i finezję”, jakie przejawiała wokalistka w kolejnych aktach koncertu. Według Aoife Moriarty, piszącej na łamach Irish Daily Mirror, The X Tour stanowi „miks emocjonalnych ballad oraz wyemancypowanych bangerów o seksualnym tonie”. Dziennikarka pochwaliła Aguilerę za silny, „strzelisty” wokal. Kate Thomas (Daily Mail) uznała, że koncert „zapierał dech w piersi”, a Aguilera „zawładnęła uwagą widzów”, między innymi za sprawą swych „olśniewających” kostiumów. W omówieniu dla The Guardian Katie Hawthorne pisała, że występ Aguilery „powoduje opad szczęki”, a jej głos jest intensywny i bogaty. Hawthorne doceniła feministyczne przesłanie, płynące z trasy, a ponadto twierdziła, że wyświetlane na ekranach wizyjnych wideo-przerywniki „dają silniejszego kopa niż postaci z filmów Marvela”. Beth Allcock, dziennikarka The Sun, skwitowała występ Aguilery jako pamiętny i nieposkromiony, a Malcolm Jack z gazety Metro uznał trasę za „ekskluzywne doświadczenie dla fanów czystego popu”. „Wykonania takich piosenek, jak «Maria», «Twice» czy «Beautiful» potwierdzają, że Aguilera to najzdolniejsza artystka swojego pokolenia, a jej głos jest potężny. «Fighter» poświadczył natomiast, że na długo przed erą #MeToo była ona wzorem do naśladowania do silnych kobiet”, pisał Jack.
Fabio Magnocavallo (Inquisitr) podsumował koncert jako „niesamowicie udany”, kostiumy Aguilery określił jako „zabójcze”, a w swojej recenzji zwrócił też uwagę na ciepły odbiór trasy przez widzów i fanów. Według Gemmy Samways, współpracownicy Evening Standard, wokalistka najbardziej błyszczała, śpiewając materiał z albumów Stripped i Back to Basics. Tim Heap z magazynu Attitude pisał, że prezencja sceniczna Aguilery jest fenomenalna, a występ z utworami „Sick of Sittin’” i „Can’t Hold Us Down” okrzyknął jako „prawdziwą zadymę”. Heap konkludował: „Bycie fanem Aguilery to nie zawsze łatwa sprawa, ale kiedy koncerty na żywo są tak dobre, gra okazuje się warta świeczki”. W Attitude The X Tour otrzymało cztery gwiazdki na pięć możliwych, a The Daily Telegraph przyznało trasie ocenę o jeden stopień niższą (3/5). W recenzji dla serwisu BroadwayWorld stwierdzono, że trasa stanowi „elektryczną eksplozję kolorów i charyzmy”, a ponadto jest teatralna, działa na wyobraźnię. Rishma Dosani (Metro) gościła na jednym z koncertów w Londynie i uznała, że wykonanie ballady „Beautiful” było jednym z najbardziej poruszających momentów w historii Wembley Arena. Kirsten Rawlins (Express & Star) miała podobne zdanie: występ z „Beautiful” uznała za hipnotyzujący, a Aguilerę chwaliła za „profesjonalizm najwyższej, światowej klasy”. Wysoko oceniła wykonania utworów „The Voice Within” i „Can’t Hold Us Down”; pisała, że płyną z koncertu wzniosłe przesłania: pochwała empowermentu i samoakceptacji. Katie Fitzpatrick z dziennika Manchester Evening News podsumowała trasę jako pełną blichtru, dodając, że stanowi „burzliwą podróż przez dwudziestoletnią karierę Aguilery”.

## Nagrody i wyróżnienia
| Rok  | Ceremonia       | Nagroda                            | Rezultat |
| ---- | --------------- | ---------------------------------- | -------- |
| 2019 | SSE Live Awards | najlepszy koncert artysty solowego | Wygrana  |

## Lista wykonywanych piosenek

### Lipiec–listopad 2019
X (wstęp wideo)
- 1. „Bionic”
- 2. „Your Body”
- 3. „Genie in a Bottle”
- 4. „The Voice Within”

Golden Queen Interlude (przerywnik wideo)
- 5. „Dirrty”
- 6. „Vanity”/„Express”/„Lady Marmalade”

Fall in Line (przerywnik wideo)
- 7. „Boys Wanna Be Her”/„Can’t Hold Us Down”
- 8. „Sick of Sittin’”
- 9. „Maria”
- 10. „Twice”
- 11. „Say Something”
- 12. „Reflection”
- 13. „What a Girl Wants”/„Come on Over Baby (All I Want Is You)”

Glam (przerywnik wideo; segment taneczny)
- 14. „Ain’t No Other Man”
- 15. „Candyman” (wraz z krótkimi fragmentami „I Want Candy”)
- 16. „Accelerate”
- 17. „Feel This Moment”/„Desnudate”

Encore
- 18. „Beautiful”
- 19. „Fighter”
- 20. „Let There Be Love”

#### Wariacje
- 5 listopada 2019 dodatkowo wykonane zostały utwory „It’s a Man’s Man’s Man’s World” i „Moves like Jagger”.
- 7 listopada 2019 dodatkowo wykonany został utwór „Keep on Singin’ My Song”.
- 9 i 10 listopada 2019 Aguilera nie zaśpiewała ballady „Twice”, a po „Marii” wykonała medley „What a Girl Wants” i „Come on Over Baby (All I Want Is You)” (poprzedzony krótkim wprowadzeniem do utworu „Makes Me Wanna Pray”)[39].

### Koncerty w Meksyku
X (wstęp wideo)
- 1. „Bionic”
- 2. „Your Body”
- 3. „Genie in a Bottle”
- 4. „Pero me acuerdo de ti”

Golden Queen Interlude (przerywnik wideo)
- 5. „Dirrty”
- 6. „Vanity”/„Express”/„Lady Marmalade”

Fall in Line (przerywnik wideo)
- 7. „Boys Wanna Be Her”/„Can’t Hold Us Down”
- 8. „Sick of Sittin’”
- 9. „Maria”
- 10. „Makes Me Wanna Pray”/„Like a Prayer”
- 11. „Contigo en la distancia”
- 12. „Falsas esperanzas”

Glam (przerywnik wideo; segment taneczny)
- 13. „Ain’t No Other Man”
- 14. „Candyman” (wraz z krótkimi fragmentami „I Want Candy”)
- 15. „Accelerate”
- 16. „Feel This Moment”/„Desnudate”

Encore
- 17. „Beautiful”
- 18. „Fighter”
- 19. „Let There Be Love”

#### Wariacje
- 5 grudnia 2019 roku po „Falsas esperanzas” dodatkowo zaśpiewano balladę „Hoy tengo ganas de ti”. Na scenie Aguilerze towarzyszył Alejandro Fernández.

## Występy
| Data                     | Miasto                   | Państwo                  | Miejsce koncertu         | Support                  | Frekwencja               | Dochód brutto (USD)      |
| Pierwsza seria koncertów | Pierwsza seria koncertów | Pierwsza seria koncertów | Pierwsza seria koncertów | Pierwsza seria koncertów | Pierwsza seria koncertów | Pierwsza seria koncertów |
| ------------------------ | ------------------------ | ------------------------ | ------------------------ | ------------------------ | ------------------------ | ------------------------ |
| 4 lipca 2019             | Paryż                    | Francja                  | AccorHotels Arena        | Drax Project             | 4.750                    | 432.934 $                |
| 6 lipca 2019             | Antwerpia                | Belgia                   | Sportpaleis              | Drax Project             | 8.416 / 8.416 (100%)     | 547.752 $                |
| 8 lipca 2019             | Amsterdam                | Holandia                 | Ziggo Dome               | Drax Project             | –                        | –                        |
| 11 lipca 2019            | Berlin                   | Niemcy                   | Mercedes-Benz Arena      | Drax Project             | –                        | –                        |
| 13 lipca 2019            | Stuttgart                | Niemcy                   | Schlossplatz             | Aloe Blacc               | ~5.000–7.000             | –                        |
| 15 lipca 2019            | Locarno                  | Szwajcaria               | Piazza Grande            | Aloe Blacc               | 9.000–11.000 (100%)      | –                        |
| 19 lipca 2019            | Pori                     | Finlandia                | Kirjurinluoto Arena      | Alma                     | 27.000–35.000 (100%)     | –                        |
| 21 lipca 2019            | Petersburg               | Rosja                    | Ice Palace               | Hanna                    | 12.000                   | –                        |
| 23 lipca 2019            | Moskwa                   | Rosja                    | VTB Indoor Arena         | Maruv                    | ~13.000                  | –                        |
| Druga seria koncertów    |                          |                          |                          |                          |                          |                          |
| 5 listopada 2019         | Dublin                   | Irlandia                 | 3Arena                   | Alma                     | 4.942 / 4.942 (100%)     | 504.865 $                |
| 7 listopada 2019         | Glasgow                  | Szkocja                  | SSE Hydro                | Alma                     | 7.175 / 7.474 (96%)      | 693.909 $                |
| 9 listopada 2019         | Londyn                   | Anglia                   | Wembley Arena            | Alma                     | 15.999 / 16.537 (96,7%)  | 1.637.550 $              |
| 10 listopada 2019        | Londyn                   | Anglia                   | Wembley Arena            | Alma                     | 15.999 / 16.537 (96,7%)  | 1.637.550 $              |
| 12 listopada 2019        | Manchester               | Anglia                   | Manchester Arena         | Alma                     | –                        | –                        |
| 14 listopada 2019        | Birmingham               | Anglia                   | Resorts World Arena      | Alma                     | ponad 10.000             | –                        |
| 3 grudnia 2019           | Monterrey                | Meksyk                   | Auditorio Citibanamex    | –                        | 5.000 / 6.730 (74,3%)    | 333.198 $                |
| 5 grudnia 2019           | Guadalajara              | Meksyk                   | Telmex Auditorium        | –                        | ~8.000 / 8.129 (~98,5%)  | 412.589 $                |
| 7 grudnia 2019           | Meksyk                   | Meksyk                   | Palacio de los Deportes  | –                        | 8.632 / 12.000 (72%)     | 855.353 $                |

## Personel
- Dyrektor muzyczny, aranżer: Rob Lewis[9][75]
- Wokale: Christina Aguilera
- Choreografia: Jeri Slaughter, Paul Morente
- Tancerze: Gilbert Saldivar, Monique Slaughter, Jacob „Jae Fusz” Fuszara, Sophia Aguiar, Teddy Coffey, Candice Savage, Ami Takashima, Justin de Vera
- Stylistka: Karen Clarkson
- Makijażysta/fryzjer: Etienne Ortega
- Kostiumy: Bobby Abley, Derek Anthony Purcell/BANG London, Caroline Appel Estrada, Pelechecoco i in.
- Fotograf: Justin de Vera, Brooke Ashley Barone; współpr. Marco Piraccini, Marco Masiello, Rodolfo Sassano, Marina Mazzoli i in.
- Instrumenty perkusyjne/gitara: Stanley Randolph
- Gitara: Michael „Fish” Herring
- Wokale wspierające: Luke Edgemon, Erika Jerry, Ali Caldwell, Avery Wilson, Katie Holmes-Smith
- Reżyser oświetlenia, obsługa informatyczna: Cat West[76]
- Sponsor trasy: Live Nation Entertainment